# Anniston (Alabama)
Anniston és una ciutat del Comtat de Calhoun a l'estat d'Alabama (Estats Units d'Amèrica).

## Demografia
Segons el cens del 2007 tenia 23.689 habitants.
Segons el cens del 2000, Anniston tenia 24.276 habitants, 10.447 habitatges, i 6.414 famílies. La densitat de població era de 206,3 habitants/km².
Dels 10.447 habitatges en un 24,3% hi vivien nens de menys de 18 anys, en un 38% hi vivien parelles casades, en un 20% dones solteres, i en un 38,6% no eren unitats familiars. En el 34,8% dels habitatges hi vivien persones soles el 15,6% de les quals corresponia a persones de 65 anys o més que vivien soles. El nombre mitjà de persones vivint en cada habitatge era de 2,26 i el nombre mitjà de persones que vivien en cada família era de 2,91.
Per edats la població es repartia de la següent manera: un 23,6% tenia menys de 18 anys, un 8,7% entre 18 i 24, un 25,7% entre 25 i 44, un 23,3% de 45 a 60 i un 18,7% 65 anys o més.
L'edat mediana era de 39 anys. Per cada 100 dones hi havia 83,9 homes. Per cada 100 dones de 18 o més anys hi havia 78,5 homes.
La renda mediana per habitatge era de 27.385 $ i la renda mediana per família de 36.067 $. Els homes tenien una renda mediana de 31.429 $ mentre que les dones 21.614 $. La renda per capita de la població era de 18.769 $. Aproximadament el 20,1% de les famílies i el 22,8% de la població estaven per davall del llindar de pobresa.

## Poblacions properes
El següent diagrama mostra les poblacions més properes.